# Áno Sýros
Áno Sýros (grec moderne : Άνω Σύρος) est une ville et une ancienne municipalité sur l'île de Syros, dans les Cyclades, en Grèce. 
Depuis la réforme des collectivités locales en 2011, elle est devenue un district municipal du dème de Syros-Ermoúpoli. La municipalité comprend une partie de l'île de Sýros (qu'elle partage avec les districts d'Ermoúpoli et de Possidonía) ainsi que les îles inhabitées de Gyáros (située au nord-ouest de Syros) et de Varvaroúsa (el). Sa population est de 3 376 habitants (recensement de 2001) et sa superficie est de 67,014 km2. 
Le célèbre compositeur, musicien et chanteur de rébétiko Márkos Vamvakáris est originaire d'Ano Syros. La ville abrite à son sommet la cathédrale Saint-Georges, siège du diocèse catholique de Sýros (en).